# Hörsching
Hörsching je městys v rakouské spolkové zemi Horní Rakousy, v okrese Linec-venkov.
K 1. lednu 2014 zde žilo 5 861 obyvatel. Na území obce se nachází letiště Linec.